# Калабухов, Юрий Викторович
Юрий Викторович Калабухов (род. 1934) — советский футболист, полузащитник и нападающий. В командах мастеров дебютировал в сезоне 1952 в харьковском «Локомотиве», с которым в том же сезоне выиграл первенство страны в классе «Б». В сезоне 1953 дебютировал с командой в классе «А». В сезоне 1954 забил первые голы в классе «А», а в матче с ЦДСА (3:1) отдал голевой пас Дуйкову, после чего (транзитом через киевский ОДО) был призван на сборы именно в ЦДСА. На сборах в начале 1955 в Термезе и Батуми вошел в число хорошо показавших себя молодых игроков и был принят в состав клуба в число запасных линии нападения. В сезоне 1955 и 1956 за ЦДСА сыграл 2 матча и забил 1 гол в ворота киевского «Динамо». В начале 1960-х выступал за волгоградский «Трактор» в классе «Б».